# Pyrococcus furiosus

Distanza filogenetica dell'enzima IMP deidrogenasi tra procarioti ed eucarioti

Pyrococcus furiosus Erauso et al, 1993 è una specie estremofila appartenente al dominio degli Archea e deve il suo nome al fatto che è in grado di crescere a temperature superiori ai 100 °C. Isolato per la prima volta nel 1986 sull'isola di Vulcano, è uno dei pochi organismi esistenti di cui si sia verificato il possesso di enzimi contenenti tungsteno, un elemento estremamente raro nelle molecole biologiche.
Il termine Pirococco significa letteralmente, in greco, palla di fuoco a causa della sua forma rotondeggiante e della sua capacità di crescere a temperature molto elevate. Il termine latino furiosus (furioso, veloce) si riferisce invece alla sua eccezionale velocità di duplicazione.

## Struttura e metabolismo
Gli organismi di questa specie sono cocciformi (con un diametro tra gli 0,8 e i 2 µm) e possiedono una serie di flagelli apicali. Essi sono racchiusi in un cosiddetto "Surface Layer" che forma uno spazio periplasmatico attorno alla membrana citoplasmatica.
Questo organismo cresce bene su estratto di lievito, maltosio, cellobiosio e amido e su sorgenti proteiche quali triptone, peptone, caseina ed estratti di carne. Al contrario, la sua crescita è molto rallentata (quasi inesistente) su carboidrati semplici quali glucosio, lattosio e galattosio nonché su acidi organici, alcoli e amminoacidi semplici. L'abilità di questo microrganismo di crescere su polisaccaridi e non su zuccheri semplici suggerisce che solo questi polimeri possano essere importati nella cellula e solo in seguito vengano idrolizzati a glucosio. È possibile infatti che molecole complesse aiutino il pirococco a mantenere una pressione osmotica interna non eccessiva.

## Ecologia
Il Pyrococcus furiosus è un organismo anaerobio rintracciabile in ambienti molto caldi come nelle vicinanze di sorgenti termali ricche di zolfo, dove le temperature raggiungono, e spesso superano, i 90 gradi; ambiente molto diffuso circa 3 miliardi di anni fa, quando si pensa sia nato.
Il suo optimum di temperatura è circa di 100 °C (per la precisione vive e si riproduce a 121 °C), mentre è in grado di sopravvivere in un ambito di pH tra 5 e 9 (con un optimum di 7). In condizioni di crescita ottimali, questo organismo è in grado di duplicarsi in circa 37 minuti, che è il tempo più breve tra gli Archaea finora conosciuti.

## Scoperta
Il Pyrococcus furiosus fu isolato per la prima volta nel 1986 tra i sedimenti nei pressi di sorgenti geotermiche nei pressi della spiaggia di Porto Levante nell'isola di Vulcano. Fu descritto per la prima volta da Karl Stetter, scienziato dell'università di Ratisbona in Germania.

## Proprietà
Il P. furiosus riesce a mantenere l'integrità del suo cromosoma con temperature al di sopra dei 100 °C con un accumulo molto più basso di rotture del DNA come invece avverrebbe normalmente. La sua costituzione lo rende anche resistente a radiazioni ionizzanti, rendendolo capace di resistere a dosi fino a 1,5 kGy.
Poiché tale organismo è adattato a vivere in queste condizioni proibitive, esso possiede una serie di enzimi termostabili perché ricchi dell'aminoacido cisteina e di ponti disolfuro. 
Per questa ragione una forma adattata della sua DNA polimerasi, nota come Pfu polimerasi viene spesso utilizzata nella reazione a catena della polimerasi.
Il genoma del P. furiosus, lungo circa 1908256 basi, è stato completamente sequenziato (completato nel 2001) presso l'Istituto Biotecnologico dell'Università del Maryland. Gli scienziati del team hanno calcolato che tale DNA codifica all'incirca per 2065 proteine tra cui molti enzimi coinvolti nel ciclo metabolico di tali organismi, il che li rende in grado di sopravvivere in una serie di condizioni ambientali diverse poiché riescono a trasportare e soprattutto a metabolizzare molti composti organici diversi.
Ricercatori della University of Georgia, negli Stati Uniti, hanno pubblicato una ricerca che prevede l'utilizzo del Archea, in una forma mutata  per produrre carburante partendo dall'anidride carbonica atmosferica. Il vantaggio e novità della ricerca è rappresentato dall'utilizzo di questo Archea estremofilo  che è in grado di sopportare facilmente le temperature di esercizio dei processi industriali a differenza dei lieviti e altri batteri fin qui studiati. Inoltre, una ricerca dell'Università di Wageningen ha riscontrato la capacità del batterio di produrre il 2-pentanolo, un importante biocombustibile che rappresenta un'alternativa al petrolio, usato anche come solvente per i rivestimenti di CD e DVD.